# Khalil Mutran
Khalil Mutran (àrab: خليل مطران, Ḫalīl Muṭrān) (Baalbek, 1 de juliol de 1872 - 30 de juny de 1949) fou un destacat poeta libanès. Va deixar una obra molt variada una part de la qual resta encara inèdita. És en el camp de la poesia que es troben les seves millors obres, mentre la resta (obres teatrals, llibres especialitzats, traduccions…) sembla secundari. Es considerava un poeta modernista.